# Paarlberg
De Paarlberg (ook Paarl Rock of Pearl Mountain) is een Zuid-Afrikaanse koepelvormige berg van graniet, bij het stadje Paarl. De top is 654 meter hoog en maakt deel uit van drie bergtoppen waartoe ook de Brittania rock en Gordon's rock behoren. Ze vormen samen de op een na grootste granietformatie ter wereld - na Uluṟu. Door de Khoikhoi-bevolking worden ze de Schildpadbergen genoemd.
De berg is in 1657 ontdekt door Abraham Gabemma. Omdat hij als een parel in de zon glinsterde, noemde Gabemma de berg Peerleberg. Later werd de naam Paarlberg. Het plaatsje aan de voet van de berg werd Paarl genoemd. Op de top van de berg bevindt zich een oud kanon dat vroeger werd afgeschoten als een schip de Tafelbaai binnen was gelopen. De boeren van het vruchtbare dal bij de berg wisten dan dat ze verse producten konden leveren.
Op de zuidelijke helling van de berg bevindt zich het Afrikaans Taalmonument, dat bestaat uit een 57 meter hoge gedenknaald, geflankeerd door twee 26 meter hoge zuilen en een muur die de talen representeren waaruit het Afrikaans is ontstaan. Het is op 10 oktober 1975 ingewijd, om te gedenken dat in 1875 te Paarl het Genootskap van Regte Afrikaners werd opgericht, een emancipatiebeweging voor het Afrikaans die de ideologische basis vormde van de apartheidsbeweging. De inwijding in 1975 veroorzaakte een storm van nationaal en internationaal protest.